# Robert Lee (4e comte de Lichfield)
Pour les articles homonymes, voir Robert Lee.
Robert Lee, 4e comte de Lichfield (3 juillet 1706 - 3 novembre 1776) est un homme politique anglais.

## Biographie

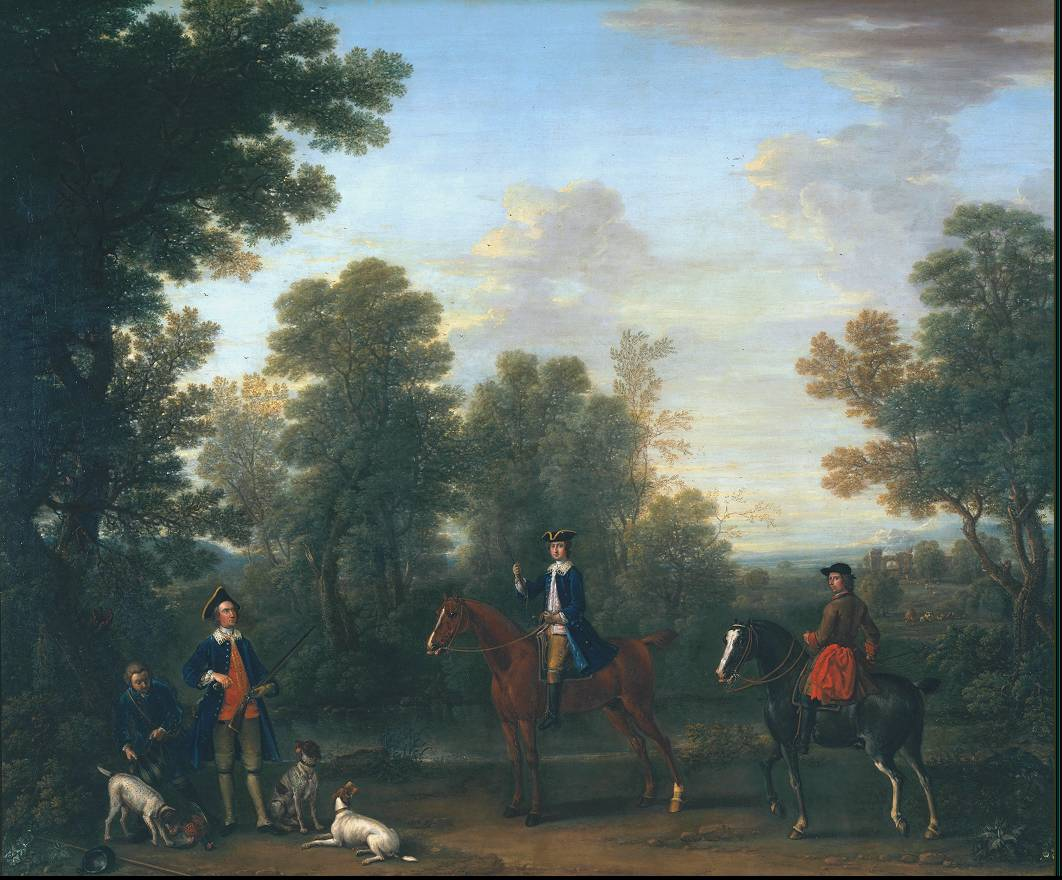
Scène de chasse par John Wootton (1744), avec Robert Lee sur la gauche qui tenait l'arme, George Lee, 3e Comte de Lichfield son neveu monté au centre

Oncle du 3e comte, George Lee (3e comte de Lichfield), il est un fils de Edward Lee (1er comte de Lichfield) et son épouse Charlotte FitzRoy, fille illégitime de Charles II. Il est député pour Oxford de 1754 à 1768, et considéré comme un conservateur.
Lee est Custode Brevium de la Cour des Plaids Communs, une sinécure offerte par le roi. Il est mort pendant une chasse.

## Famille
En janvier 1748, il épouse Catherine Stonhouse (1730 - 8 mars 1784), fille de John Stonhouse (3e baronnet), de Radley, Berkshire. Le mariage est sans enfant. Lee, qui meurt en 1776 est donc le dernier comte de Lichfield de la deuxième création. Ses biens vont à sa nièce Charlotte Lee, l'aînée des enfants de son frère, George Lee (2e comte de Lichfield).
En 1744, Charlotte épouse Henry Dillon (11e vicomte Dillon). Leur fils Charles Dillon (12e vicomte Dillon) hérite des domaines et de Ditchley, mais pas du titre de comte de Lichfield. Ditchley est resté à la maison des vicomtes de Dillon jusqu'en 1934.
Le titre de comte de Lichfield est créé une troisième fois, pour Thomas Anson en 1831 dans les honneurs du couronnement de William IV.